# Pougny (Nièvre)
Pougny település Franciaországban, Nièvre megyében. Lakosainak száma 473 fő (2022. január 1.). Pougny Saint-Loup, Saint-Père, Alligny-Cosne, Donzy és Saint-Martin-sur-Nohain községekkel határos.

## Népesség
A település népességének változása:
| Lakosok száma | 483  | 465  | 478  | 462  | 464  | 467  | 469  | 473  | 473  |
|               | 2013 | 2015 | 2016 | 2017 | 2018 | 2019 | 2020 | 2021 | 2022 |